# Cerkiew św. Jana Kronsztadzkiego w Nowosybirsku
Cerkiew św. Jana Kronsztadzkiego – prawosławna cerkiew parafialna w Nowosybirsku.
Świątynia znajduje się w Paszynie, eksklawie rejonu kalinińskiego Nowosybirska.
Kamień węgielny pod budowę cerkwi dla działającej od połowy lat 90. XX wieku społeczności prawosławnej został położony 27 września 1997. Autorami projektu i realizatorami budowy cerkwi byli braci Nikołaj i Giennadij Drowosiekow. W 1998 przy gotowej świątyni została erygowana parafia, zaś pierwsze nabożeństwo miało miejsce w święto Paschy w tym roku. Wobec stałego wzrostu liczby parafian już dwa lata później konieczne stało się wzniesienie nowej, większej cerkwi, której poświęcenie miało miejsce 2 stycznia 2000. Nowa świątynia została wzniesiona z materiału pozyskanego z rozbiórki poprzedniej. Obok niej wzniesiono również budynek szkoły niedzielnej, pracowni wypieku prosfor oraz połączoną z cerkwią dzwonnicę. W 2004 biskup nowosybirski i berdski Tichon (Jemieljanow) poświęcił przeznaczone dla niej sześć dzwonów.
W 2003 cerkwi została przekazana riasa należąca niegdyś do jej patrona – św. Jana Kronsztadzkiego. Była ona do tej pory przechowywana w monasterze Nowe Diwiejewo w Nowym Jorku. Razem z riasą do cerkwi trafiły również inne relikwie z tego klasztoru, należące do świętej wielkiej księżnej Elżbiety Romanowej, św. Serafina z Sarowa, św. Sergiusza z Radoneża, św. Hermana z Alaski.